# Feeling Strangely Fine
Albums de Semisonic
Great Divide
(1996) All About Chemistry
(2001)
Feeling Strangely Fine est le second album du groupe de rock alternatif Semisonic, enregistré et sorti en 1998.

## Titres
1. Closing Time
2. Singing In My Sleep
3. Made To Last
4. Never You Mind
5. Secret Smile
6. DND
7. Completely Pleased
8. This Will Be My Year
9. All Worked Out
10. California
11. She Spreads Her Wings
12. Gone To The Movies

## Musiciens
- Dan Wilson : guitare, chant
- John Munson : basse
- Jacob Slichter : batterie